# Taffy Nivert
Mary Catherine "Taffy" Nivert-Danoff (sinh 25 tháng 10 năm 1944) là một ca sĩ kiêm nhạc sĩ sáng tác bài hát người Mỹ. Bà nổi tiếng với việc là người sáng tác chính trong ca khúc "Take Me Home, Country Roads" nổi tiếng qua giọng hát của John Denver và là thành viên của Starland Vocal Band.

## Tiểu sử
Mary Catherine Nivert sinh ngày 25 tháng 10 năm 1944 tại Washington, D.C. Bà có được biệt danh Taffy từ người anh trai, người khi còn nhỏ không thể phát âm được tên đệm Catherine của bà mà hay gọi nhầm thành Mary Tafferine. Nivert bắt đầu ca hát với chiếc radio khi bà còn học ở trường trung học. Một người làm công việc pha chế ở Georgetown đã phát hiện ra tài năng của bà khi ông nghe bà hát theo máy hát tự động. Ông đã đề nghị nếu bà muốn tham gia một nhóm nhạc và cũng chính tại đây, bà đã gặp Bill Danoff, người chồng tương lai của bà.
Nivert bắt đầu sự nghiệp ca hát của mình với Danoff dưới tên gọi Fat City vào cuối những năm 1960. Ban đầu là một bộ đôi âm nhạc dân gian, cả hai sau đó kết hôn và thu âm bốn album cùng nhau, hai album cuối cùng được thu âm dưới cái tên Bill & Taffy.
Vào năm 1970, khi đang đi dọc theo đường Clopper để đi đến buổi họp mặt gia đình của Nivert tại Gaithersburg, Maryland, Danoff bắt đầu viết một bài hát mà sau đó trở thành "Take Me Home, Country Roads". Cặp đôi lên kế hoạch sẽ hoàn thành bài hát và gửi nó cho Johnny Cash. Khi Fat City gặp John Denver tại câu lạc bộ The Cellar Door vào tháng 12 năm 1970, họ quyết định cho ông xem phiên bản chưa được hoàn thiện của ca khúc. Denver, người bị thương ở ngón tay cái trong một vụ tai nạn xe hơi vài giờ trước đó, đã đến căn hộ của Danoff and Nivert vào sáng sớm, nơi bộ ba cùng nhau hoàn thành bài hát. Đêm hôm sau, cả ba biểu diễn bài hát hoàn chỉnh, với Nivert cầm tờ lời bài hát và thay vì được tặng cho Johnny Cash như dự kiến, nó đã trở thành một bản hit của Denver trên RCA Victor vào đầu năm 1971. Bài hát sau đó được đưa vào album Poems, Prayers, and Promises của Denver cùng với "I Guess He'd Rather Be in Colorado," sáng tác bởi Danoff và Nivert. Danoff và Nivert cũng là hai ca sĩ hát bè trong bốn ca khúc của album.
Danoff và Nivert kết hôn vào năm 1972. Vào năm 1976, cặp đôi này kết hợp cùng với Jon Carroll và Margot Chapman để thành lập nhóm nhạc Starland Vocal Band. Họ kí hợp đồng với hãng thu âm Windsong Records của John Denver, nổi tiếng nhất với bản hit "Afternoon Delight". Ban nhạc phát hành nhiều album trước khi tan rã vào năm 1981. Danoff và Nivert cũng ly hôn sau đó.
Tính đến năm, Nivert sinh sống tại Washington, D. C., nơi bà đôi khi biểu diễn với Danoff và các thành viên còn lại của Starland Vocal Band.

## Danh sách đĩa nhạc
Album
Fat City
- Reincarnation (ABC, 1969)
- Welcome to Fat City (Paramount, 1971)

John Denver kết hợp Bill Danoff và Taffy Nivert
- Victory Is Peace (Tomorrow Entertainment ER-7209-LP, 1972)[9]

Bill & Taffy
- Pass It On (RCA, 1973)
- Aces (RCA, 1974)

Starland Vocal Band
- Năm album; chi tiết tại trang SVB

Đĩa đơn
John Denver kết hợp với Fat City
- "Take Me Home, Country Roads" / "Poems, Prayers And Promises" (RCA, 1971)

Bill & Taffy
- "Pass It On" / "Didn't I Try" (RCA Vương quốc Anh, 1973)
- "Maybe" / "How Lucky Can You Be" (RCA Đức, 1974)
- "Maybe" (stereo) / "Maybe" (mono) (RCA promo, 1974)

Starland Vocal Band
- Mười đĩa đơn; chi tiết tại trang SVB